# Linha do tempo da série de filmes X-Men
Esta é uma linha do tempo com a cronologia dos filmes da série de filmes X-Men, da 20th Century Fox (atual 20th Century Studios), baseada na equipe homônima da Marvel Comics. Além dos filmes sobre os X-Men, incluem-se spin-offs, como os três filmes do Deadpool, quatro filmes do Wolverine e um spin-off chamado The New Mutants (2020).
A linha do tempo é dividida em duas, como a linha do tempo original, antes de ser afetada pelo filme X-Men: Days of Future Past (2014), onde ocorrem os filmes X-Men (2000), X-Men 2 (2003), um jogo eletrônico intitulado X-Men: The Official Game (2006) que se passa entre X-Men 2 e X-Men: The Last Stand e canônico para a série de filmes, X-Men: The Last Stand (2006), X-Men Origins: Wolverine (2009), The Wolverine (2013) e X-Men: Days of Future Past (2014). E a linha do tempo revisada, após ser afetada por Days of Future Past, onde ocorrem os filmes X-Men: First Class (2011), X-Men: Days of Future Past (2014), Deadpool (2016), X-Men: Apocalypse (2016), Deadpool 2 (2018), X-Men: Dark Phoenix (2019), The New Mutants (2020) e Deadpool & Wolverine (2024). O filme Logan (2017) se passe em uma linha do tempo separada, muito semelhante as outras duas, como confirmado pelo diretor James Mangold e Hugh Jackman.

## Linha do tempo

### Linha do tempo original
A linha do tempo (original), mostra os acontecimentos antes que James "Logan" Howlett / Wolverine viaje no tempo, do ano de 2023 para o ano de 1973 como visto em X-Men: Days of Future Past. A linha do tempo original possui diferenças da Linha do Tempo (revisada), como X-Men Origins: Wolverine ser canônico nessa linha do tempo, mas não na Linha do Tempo (revisada). Além do jogo eletrônico X-Men: The Official Game, também ser canônico, se passando entre X-Men 2 e X-Men: The Last Stand.
| Linha do tempo (original)  | Ano dos acontecimentos | Ano de lançamento | Notas |
| -------------------------- | ---------------------- | ----------------- | --- |
| X-Men: First Class         | 1962                   | 2011              | *Flashbacks de Magneto no Holocausto em 1942, além do primeiro contato entre Charles Xavier e Mística, em 1944. |
| X-Men Origins: Wolverine   | 1972-1979              | 2009              | *A introdução do filme começa em 1845, com flashbacks de 1945. Até chegar no ano de 1972 e 1979.                |
| X-Men                      | 2000                   | 2000              | *Flashbacks de Magneto no Holocausto em 1942.                                                                   |
| X-Men 2                    | 2003                   | 2003              | |
| X-Men: The Official Game   | 2003-2006              | 2006              | *Se passa entre X-Men 2 e X-Men: The Last Stand.                                                                |
| X-Men: The Last Stand      | 2006                   | 2006              | |
| The Wolverine              | 2011                   | 2013              | *Flashbacks de Logan no Japão nos anos 40.                                                                      |
| X-Men: Days of Future Past | 2023                   | 2014              | *Antes do Wolverine viajar no tempo.                                                                            |

### Linha do tempo revisada
A Linha do Tempo (revisada), surge em X-Men: Days of Future Past, após Logan / Wolverine viajar no tempo, do ano de 2023 para o ano de 1973, para impedir a criação dos Sentinelas, que em 2023 estão dominando o mundo. Nesta linha do tempo, os Sentinelas não existem e os mutantes são vistos de bons olhos pelo resto da humanidade.
| Linha do tempo (revisada)  | Ano dos acontecimentos    | Ano de lançamento | Notas                                                           |
| -------------------------- | ------------------------- | ----------------- | --------------------------------------------------------------- |
| X-Men: First Class         | 1962                      | 2011              | *Os acontecimentos do filme acontecem nas duas linhas do tempo. |
| X-Men: Days of Future Past | 1973                      | 2014              | *Depois do Wolverine viajar no tempo.                           |
| X-Men: Apocalypse          | 1983                      | 2016              |                                                                 |
| X-Men: Dark Phoenix        | 1992                      | 2019              |                                                                 |
| Deadpool                   | 2016                      | 2016              |                                                                 |
| Deadpool 2                 | 2018                      | 2018              |                                                                 |
| X-Men: Days of Future Past | 2023                      | 2014              | *Após o Wolverine voltar de 1973 para o futuro.                 |
| The New Mutants            | Situado na década de 2020 | 2020              | *Se passa em algum ano da década de 2020.                       |
| Deadpool & Wolverine       | 2024                      | 2024              | *Os eventos implicam que o futuro é o mesmo de Logan.           |

### Linha do Tempo do filmeLogan
James Mangold e Hugh Jackman disseram que Logan não é necessariamente o futuro dos filmes anteriores, se passando em uma linha do tempo alternativa. Porém Deadpool & Wolverine simultaneamente põe a morte de Wolverine tendo ocorrido no mesmo universo e a X-23 de Logan sendo uma refugiada de outra linha do tempo, o que não esclarece se os filmes estão no mesmo mundo.
| Linha do tempo (Logan) | Ano dos acontecimentos | Ano de lançamento | Notas |
| ---------------------- | ---------------------- | ----------------- | --- |
| Logan                  | 2029                   | 2017              | *Eventos semelhantes aos acontecimentos das outras duas linhas do tempo são mencionados durante o filme. |
| Deadpool & Wolverine   | Desconhecido           | 2024              | *Cena inicial do filme.                                                                                  |